# Havaika jamiesoni
Havaika jamiesoni är en spindelart som beskrevs av Prószynski 2002. Havaika jamiesoni ingår i släktet Havaika och familjen hoppspindlar. Inga underarter finns listade i Catalogue of Life.